# Architectonica reevei
Architectonica reevei es una especie de molusco gasterópodo de la familia Architectonicidae en el orden de los Heterobranchia.

## Distribución geográfica
Se encuentra en Nueva Zelanda